# Stanisław Anacko
Stanisław Anacko (ur. 18 sierpnia 1961, zm. 21 grudnia 2010 w Wałbrzychu) – polski koszykarz, mistrz Polski w barwach Górnika Wałbrzych.

## Życiorys
W 1980 został z drużyną Górnika Wałbrzych mistrzem Polski juniorów. Debiutował w II lidze w Gwardii Szczytno w sezonie 1983/1984. Od 1984 do 1993 był zawodnikiem Górnika Wałbrzych. Zdobył z tą drużyną mistrzostwo (1988) i wicemistrzostwo Polski (1986). Grał na pozycji obrońcy, mierzył 185 cm wzrostu.
Był przez wiele lat pracownikiem Urzędu Miejskiego w Wałbrzychu. Zmarł przedwcześnie po ciężkiej chorobie.